# Межужол
Межужо́л — озеро в Докшицком районе Витебской области Белоруссии. Относится к бассейну реки Березина.

## География
Озеро Межужол расположено в 22 км к северо-востоку от города Докшицы и в 2 км к северо-западу от деревни Тростяница, посреди верхового болота, поросшего лесом и кустарником. Высота над уровнем моря — 141,7 м.
Площадь поверхности озера составляет 2,9 км². Длина — 3,9 км, наибольшая ширина — 1,05 км. Длина береговой линии — 9,15 км. Объём воды в озере — 1,82 млн м³. Наибольшая глубина — 3 м, средняя — 0,6 м. Площадь водосбора — 53,4 км².

## Морфология
Котловина остаточного типа, вытянутая с севера на юг. Склоны котловины невыраженные, берега низкие, заболоченные, торфянистые.
Подводная часть озёрной котловины плоская. Преобладающие глубины — 0,5—1 м. Наибольшая глубина отмечается ближе к западному берегу. Дно покрыто высокоорганическим тонкодетритовым сапропелем мощностью от 3 до 6 м. В южной части имеется остров площадью около 4 га.

## Гидрология
Благодаря большой площади зеркала и малой глубине водная толща хорошо перемешивается ветром. В летнее время содержание кислорода высоко, однако зимой существенно снижается, что может приводить к заморам рыбы.
Подпитывание водой в первую очередь обеспечивается за счёт осадков на зеркало, в меньшей степени — поступлением вод с заболоченного водосбора. К восточной части водоёма приходит система мелиорационных каналов.
Вода отличается низкой минерализацией (не более 70—90 мг/л), высокой окисляемостью (16—20 мг/л) и высокой цветностью (до 90°). Прозрачность составляет 3 м. Водоём дистрофирует.

## Флора и фауна
Зарастание незначительно. Вдоль берега тянется полоса камыша и тростника шириной от 10 до 50 м. Под водой местами встречаются рдесты и кувшинки.
Фитопланктон насчитывает 13 видов. Биомасса, составляющая 2,35 г/м³, на 80 % представлена сине-зелёными водорослями. Концентрация зоопланктона — 1,5 г/м³, зообентоса — 2,0—3,9 г/м².
В озере обитают карась, линь, лещ, щука, плотва, окунь и другие виды рыб. Производится промысловый лов рыбы. Организовано платное любительское рыболовство.